# Associação Portuguesa de Linguística
La Associação Portuguesa de Linguística (APL) (en español Asociación Portuguesa de Lingüística) es una asociación científica portuguesa que promueve el estudio de la lingüística. Fundado en 1984, cuenta con cerca de 500 asociados. Dentro de sus actividades, realiza encuentros y debates científicos, además de intervenciones y pareceres técnicos, por ejemplo, el parecer técnico contra la implantación del Acuerdo Ortográfico de 1990.